# Bruno Modugno
Bruno Modugno (* 28. Januar 1933 in Rom; † 22. Juli 2020 ebenda) war ein italienischer Regisseur und Schriftsteller.

## Leben
Modugno wirkte als Autor und Regisseur zahlreicher erfolgreicher Kultursendungen des italienischen Fernsehens. Nach seiner Anstellung bei der RAI 1964 sind von „Sapere“ aus dem Jahr 1965 bis zu „Livingstone“ 1996 zahllose Formate mit seinem Namen verbunden. Thematisch bevorzugte er ethnologische und abenteuerliche Themen sowie Tierfilme. Einige Meilensteine tragen seine Handschrift, so „Avventura“, „Enciclopedia della natura“, „L’alba dell’uomo“, „La parola e l’immagine“, „Pianeta“ oder „Giorno di festa“. Auch stammt das Buch zur Dokumentation Il dio sotto la pelle von ihm und Folco Quilici sowie Carlo Alberto Pinelli.
Daneben trat Modugno als Autor von Erzählungen und Romanen in Erscheinung, von denen er zwei als Regisseur selbst verfilmte. Für einige davon wurde er mit Preisen ausgezeichnet; zwischen 1977 und 1999 erschien dabei die Quadrologie der Maremma.
Bekannt war Modugno auch als Lobbyist der Jägerei. Einige Jahre leitete er diesem Thema verwandte Spartenkanäle.

## Filmografie (Auswahl)
- 1988: Re di macchia. Drehbuch und Regie: Bruno Modugno
- 1997: Cacciatore d’ombre. Drehbuch: Bruno Modugno. Regie: Gabriele Tanferna

## Romane
- 1977: Re di Macchia (Rusconi Editore; Preis „Un libro per l’estate“)
- 1979: Cento scalini di buio (Rusconi Editore; Preis „Vallambrosa“)
- 1984: Cacciatore d’ombre (Vallecchi; Preis „Città di Piombino e Cypraea“)
- 1999: Ballata Saracena (Editoriale Olimpia)
- 2011: Il respiro delle cose (Gems)